# The Purple Bird
The Purple Bird è il trentesimo album in studio del cantante americano Will Oldham. È stato rilasciato con il nome di 'Bonnie "Prince" Billy' il 31 gennaio 2025.

## Produzione e composizione
The Purple Bird è stato prodotto da David Ferguson, diventando così il secondo album su cui Will Oldham ha lavorato con un produttore. È stato registrato a Nashville, nel Tennessee.
Un album folk e country, The Purple Bird è composto da 12 tracce e ha una durata di 43 minuti.
The Purple Bird è stato rilasciato il 31 gennaio 2025 tramite Domino. È il trentesimo album in studio di Oldham e segue Keeping Secrets Will Destroy You del 2023
Al momento della sua uscita, The Purple Bird ha ricevuto un'accoglienza positiva dalla critica musicale. Secondo l'aggregatore di recensioni Metacritic, The Purple Bird ha ricevuto "il plauso universale" sulla base di un punteggio medio ponderato di 84 su 100 da 14 punteggi della critica.

## Tracce
1. Turned to Dust (Rolling On) – 4:04 (Will Oldham, David Ferguson, Ronnie Bowman)
2. London May – 3:20 (Oldham)
3. Tonight with the Dogs I'm Sleeping – 3:39 (Oldham, Ferguson, Bowman, Tommy Prine)
4. Boise, Idaho – 3:46 (Oldham, Ferguson, Pat McLaughlin)
5. The Water's Fine – 4:25 (Oldham, Ferguson, John Anderson)
6. Sometimes It's Hard to Breathe – 3:46 (Oldham)
7. New Water – 3:39 (Oldham)
8. Guns Are for Cowards – 3:03 (Oldham)
9. Downstream – 3:48 (Oldham, Ferguson, Anderson)
10. One of These Days (I'm Gonna Spend the Whole Night with You) – 3:50 (Oldham, Ferguson, Roger Cook)
11. Is My Living in Vain? – 3:14 (Oldham)
12. Our Home – 2:55 (Oldham, Ferguson, Tim O'Brien)